# 윌리엄 J. 도너번

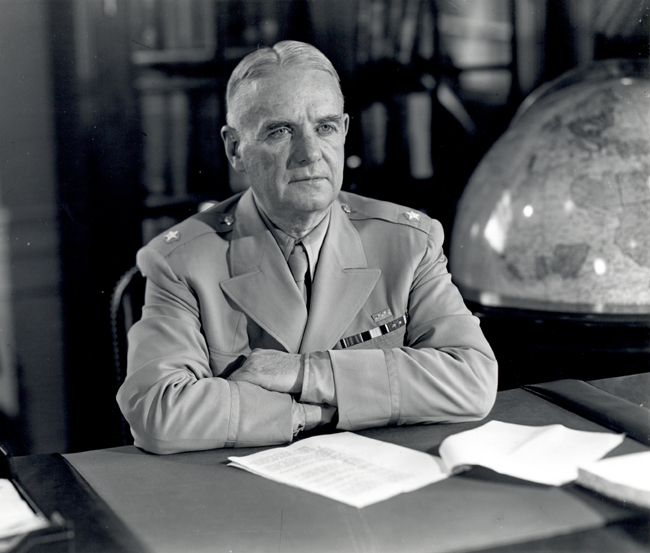

윌리엄 조지프 도너번(영어: William Joseph Donovan, 1883년 1월 1일 ~ 1959년 2월 8일)은 미국의 군인, 변호사, 정보장교, 외교관이다. 육군 대령 도너번은 CIA의 전신인 제2차 세계대전 당시의 전략사무국(OSS)의 초대 국장으로 유명하다. CIA의 아버지라고 불린다.
제1차 세계대전 당시 도너번 소령은 42사단 165연대 1대대의 대대장이었다. 그의 동료는 컬럼비아 대학교 교수인 시인 조이스 킬머였다. 1918년 10월 14일, 15일 프랑스 랑드르에생조르주 인근의 전투로 최고 무공훈장인 명예 훈장을 받았다.
1922년부터 1924년 뉴욕시 서부지검 검사장으로 근무했다.
1941년 7월 11일 도너번은 정보조정관(Coordinator of Information, COI)으로 임명되었다. 제2차 세계대전에 미국이 참전하기 이전, 프랭클린 D. 루스벨트 대통령은 정보조정관을 만들었다. 당시엔 육군, 해군, FBI, 국무부 등의 해외정보가 각각 따로 관리되고 있어서, 통합 조정하는 관리가 필요했다. 도너번의 라이벌은 FBI 국장 존 에드거 후버였다.
1941년 10월 도너번은 정보조정관의 뉴욕 본부를 록펠러 센터 3603호에 만들고 앨런 덜레스에게 본부장을 맡겼다. 덜레스의 사무실은 영국 외무부 MI6 사무실의 바로 위층이었다.
1942년 정보조정관 사무실은 미국 합참의장 산하의 전략사무국(OSS)으로 개명되었다. 도너번은 미국 육군에 복귀해 제1차 세계대전 당시의 대령 계급을 다시 달았다. 1943년 3월 육군 준장으로, 1944년 11월 육군 소장으로 승진했다.